# Lithocarpus pachyphyllus
Lithocarpus pachyphyllus (Kurz) Rehder – gatunek roślin z rodziny bukowatych (Fagaceae Dumort.). Występuje naturalnie w północno-wschodnich Indiach, Nepalu, Bhutanie, północno-wschodniej Mjanmie oraz Chinach (w południowo-wschodnim Tybecie i południowo-zachodniej części Junnanu). 

## Morfologia
PokrójZimozielone drzewo dorastające do 25 m wysokości.
LiścieBlaszka liściowa jest nieco skórzasta i ma kształt od eliptycznego do owalnie eliptycznego. Mierzy 10–20 cm długości oraz 4–7 cm szerokości, jest całobrzega, ma klinową lub zbiegającą po ogonku nasadę i ogoniasty wierzchołek. Ogonek liściowy jest nagi i ma 12–15 mm długości.
OwoceOrzechy o kulistym kształcie, dorastają do 12–20 mm długości i 15–30 mm średnicy. Osadzone są pojedynczo w miseczkach w kształcie kubka, które mierzą 5–25 mm długości i 15–46 mm średnicy. Orzechy otulone są w miseczkach do 35–75% ich długości.

## Biologia i ekologia
Rośnie w wiecznie zielonych lasach oraz lasach mieszanych. Występuje na wysokości od 800 do 3200 m n.p.m. Kwitnie od maja do czerwca, natomiast owoce dojrzewają od sierpnia do września. 

## Zmienność
W obrębie tego gatunku wyróżniono jedną odmianę:
- Lithocarpus pachyphyllus var. fruticosus (Watt ex King) A.Camus